# Viktoria-Adelheid-Schutzhütte
Die Viktoria-Adelheid-Schutzhütte, heute meist Brandstetterkogelhütte genannt, ist eine alpine Schutzhütte der Sektion Strudengau des ÖTK, auf einer Kuppe des Brandstetterkogels in der Ortschaft Schaltberg in der Gemeinde Neustadtl an der Donau im Strudengau im Bezirk Amstetten in Niederösterreich.

## Beschreibung
Die Schutzhütte wurde 1936 an der Stelle einer 1926 eröffneten, zwischenzeitlich zu klein gewordenen Schutzhütte, auf 532 m ü. A. auf einer Kuppe des Brandstetterkogels errichtet und nach Viktoria Adelheid, der Gemahlin des Grundeigentümers und Finanziers des Bauwerks, Carl Eduard Herzog von Sachsen-Coburg und Gotha, benannt. Die Sektion Strudengau des Österreichischen Touristenklubs ist Besitzer der Schutzhütte und Erhalter des bei der Hütte endenden Matrassteigs.
Der Donau-Höhen-Rundwanderweg von Passau nach Ybbs an der Donau führt an der Schutzhütte vorbei.